# Hippolyte-Jacques Hyvernaud
Hippolyte-Jacques Hyvernaud  (Châtelus-Malvaleix, Creuse, 1870. október 27. – 1914. október 17.) francia párbajtőrvívómester, olimpikon.
Az Párizsban megrendezett 1900. évi nyári olimpiai játékokon indult két vívószámban, mint vívőmester. Egyéni párbajtőrvívásban, amelyen amatőrök és vívómesterek egyaránt indulhattak holtversenyben az 5. helyen végzett. A vívómestereknek rendezett versenyen 4. helyezett lett.